# Anisogaster cinerarius
Anisogaster cinerarius är en skalbaggsart som beskrevs av Leon Fairmaire 1898. Anisogaster cinerarius ingår i släktet Anisogaster och familjen långhorningar. Inga underarter finns listade i Catalogue of Life.